# Kålflotjärnarna
Kålflotjärnarna är en sjö i Sollefteå kommun i Ångermanland och ingår i Ångermanälvens huvudavrinningsområde.